# Eagle Lake (Florida)
Eagle Lake város az USA Florida államában, Polk megyében. Lakosainak száma 3008 fő (2020. április 1.).

## Népesség
A település népességének változása:
| Lakosok száma | 2496 | 2255 | 3008 |
|               | 2000 | 2010 | 2020 |